# Gachiakuta. Крутые отбросы
«Gachiakuta. Крутые отбросы» (яп. ガチアクタ Гатиакута) — манга, автором и иллюстратором которой является Кэй Урана. Публикуется в журнале Weekly Shonen Magazine издательства «Коданся» с февраля 2022 года. По состоянию на июнь 2025 года главы манги изданы в пятнадцати танкобонах. В июле 2025 года состоялась премьера аниме-сериала, за производство которого отвечает студия Bones Film.

## Сюжет
Потомки преступников, населяющие трущобы, сталкиваются с презрением и дискриминацией со стороны людей из других районов, которые называют их племенными. Среди них — сирота по имени Рудо, живущий со своим приёмным отцом Регто и испытывающий отвращение к высшему классу. Всё, что общество признаёт мусором, в том числе преступников, сбрасывают в глубокую яму под городом, именуемую Бездной. По словам Регто, биологический отец Рудо за совершённое им преступление сам попал в Бездну ещё до рождения сына. Однажды по возвращении домой Рудо обнаруживает, что Регто убили. Рудо, схваченного на месте преступления, обвиняют в убийстве, которого тот не совершал, и сбрасывают в Бездну.
Придя в себя, Рудо понимает, что оказался на бесконечной зловонной свалке. На Рудо нападают мусорные твари, от которых его спасает мужчина по имени Эндзин. Он объясняет юноше, что тот находится не под землёй, а упал с так называемой Небесной тверди. После того как в Рудо открываются способности дарителя, — человека, дающего жизнь вещам и извлекающего из них силу, — Эндзин предлагает тому присоединиться к нему и стать уборщиком. Уборщики — члены организации, специализирующейся на устранении мусорных тварей. Орудуют они так называемыми дзинки — сосудами, то есть ценными вещами, в которых живёт душа. Рудо принимает предложение Эндзина, надеясь, что это поможет ему вернуться на Небесную твердь и отомстить всем, по чьей вине он оказался в Бездне.

## Персонажи
- Рудо Суребрек (яп. ルド・スレブレック Рудо Сурэбурэкку) — бывший житель Небесной тверди («небожитель») и приёмный сын Регто, сосланный в Бездну по обвинению в убийстве. Будучи спасённым от мусорных тварей, он объединяется с уборщиками, чтобы жестоко отомстить всем, кто обвинил его в преступлении, которого юноша не совершал. Его дзинки — 3R, пара перчаток из серии «Хранитель», которые ему подарил Регто. Эти перчатки позволяют Рудо превращать в оружие любые три предмета, к которым он прикасается, — в основном это работает с мусором, поскольку вещи в хорошем состоянии Рудо использовать тяжело, — причём как только предметы выполняют своё назначение, они приходят в негодность. Также мальчик способен объединять три предмета в один, передавая ему мощь всех трёх.
Сэйю: Аои Итикава[яп.][8]
- Эндзин (яп. エンジン) — уборщик, спасший Рудо от мусорных тварей. Его дзинки — Амбрейкер, оружие в виде зонта. Возглавляет команду уборщиков под названием «Отбросы».
Сэйю: Кацуюки Конъиси[яп.][8]
- Дзанка Нидзику (яп. ザンカ・ニジク) — уборщик-боец и член команды «Отбросы». Орудует дзинки Жезл Любви[a], напоминающим шест. Принадлежит к знатному роду и имеет давние связи с Адской гвардией — группой людей, занимающихся борьбой с преступниками-дарителями.
Сэйю: Ёсицугу Мацуока[8]
- Риё Риппер (яп. リヨ・リーパー Риё Ри:па:) — беззаботная, энергичная и общительная уборщица, орудующая парой ножниц, которые она называет Риппер[b]. Бывший киллер.
Сэйю: Юмири Ханамори[8]
- Джеббер Вонгар (яп. ジャバー・ウォンガー Дзяба: Вонга:, в переводе DEEP — Джаббер Вонгер) — член банды расхитителей, мазохист, любящий драться.
Сэйю: Юки Син[яп.][9]
- Сэмю Грир (яп. セミュ・グライア Сэмю Гурайа) — секретарша, работающая в штаб-квартире уборщиков. С помощью своего дзинки Глаза́, представляющего собой пару очков, она может анализировать все способности дарителя, находящегося перед ней, с целью понять, какую пользу тот может принести организации. В бою эта способность может быть использована для расчёта атак противника.
Сэйю: Миэ Сонодзаки[яп.][10]
- Грис Лубион (яп. グリス・ルビオン Гурису Рубион) — благородный и добрый уборщик. Хотя у него нет дзинки, он обладает невероятной силой и другими выдающимися способностями.
Сэйю: Сатоси Хино[яп.][10]
- Фолло Тунито (яп. フォロ・ツニート Форо Цуни:то) — вежливый и дружелюбный уборщик. Стал дарителем после того, как получил свой дзинки — молот, позволяющий ему использовать накопившийся стресс для увеличения силы атаки. Фолло назвал свой дзинки Алан в честь своего друга и по совместительству предыдущего его владельца.
Сэйю: Кадзуки Ура[яп.][10]
- Тум Мима (яп. トウム・ミマ Тоуму Мима) — милосердная уборщица. Отвечает за сбор информации о мусорных тварях.
Сэйю: Хисако Тодзё[яп.][10]
- Тамзи Кейнс (яп. タムジー・ケインズ Тамудзи: Кэйндзу) — на первый взгляд добрый уборщик, член команды «Рьяные». С помощью своего дзинки Токусин, представляющего собой гигантскую прялку, способен создавать большую паутину, в которую ловит противников. Чем усерднее те пытаются освободиться, тем туже затягиваются её нити. Убил Регто и преследует цель сломать Рудо, к которому испытывает извращённую любовь.
Сэйю: Мицуки Сайга[яп.][11]
- Дэлмон Гейтс (яп. デルモン・ゲイツ Дэрумон Гэйцу) — вспыльчивый уборщик с громким голосом, член команды «Рьяные». Его дзинки Адский Ороситель позволяет ему обливать противников водой, которые впитывают её, раздуваются как воздушный шар и лопаются. До становления уборщиком был фермером.
Сэйю: Масами Ивасаки[яп.][11]
- Хтони Андор (яп. クトーニ・アンドール Куто:ни Андо:ру) — безэмоциональная девушка-расхититель, чей дзинки — Люк — даёт ей возможность телепортироваться.
Сэйю: Аяхи Такагаки[11]
- Альфа Корвус (яп. アルハ・コルバス Аруха Корубасу) — сильный и харизматичный босс уборщиков. Его дзинки, предположительно, наделяет его дальновидностью.
- Асия Стильзер (яп. エイシア・スティルザ Эйсиа Сутирудза) — стеснительная девушка, член команды «Отбросы». Может лечить людей с помощью своего дзинки Тайп Хил, который выглядит как чёрный кабель.
- Тива (яп. チワ) — девочка-небожитель, дружившая с Рудо до его изгнания в Бездну.
Сэйю: Мику Ито[12]
- Регто (яп. レグト Рэгуто) — беззаботный небожитель, приёмный отец Рудо.
Сэйю: Тосиюки Морикава[9]

## Материалы

### Манга
Манга «Gachiakuta. Крутые отбросы» написана и проиллюстрирована Кэй Ураной, за граффити в ней отвечает Хидэёси Андо. Серия печатается в журнале Weekly Shonen Magazine издательства «Коданся» с 16 февраля 2022 года. По состоянию на июнь 2025 года вышедшие главы изданы в четырнадцати танкобонах.
В августе 2022 года Урана объявила о создании «заграничной версии» манги. В марте 2023 года издательство Kodansha USA заявило о приобретении лицензии на выпуск манги на английском языке. В России лицензию приобрело издательство «Комильфо» — в один том русскоязычного издания входит два танкобона. Первый том вышел 5 ноября 2024 года.

#### Список томов
| - 1. «Небесная твердь» (яп. 天界 Тэнкай) - 2. «Нечто как будто живое» (яп. 生物もどき Сэйбуцу модоки) | - 3. «Местные жители» (яп. 宿り物 Ядоримоно) - 4. «Земная твердь» (яп. 下界 Гэкай) |

| - 5. «Личное» (яп. 対人 Тайдзин) - 6. «Великая битва» (яп. “大”勝負 «Дай» сё:бу) - 7. «Штаб-квартира» (яп. 掃除屋本部 Со:дзия хомбу) - 8. «Практика» (яп. お仕事見学 Осигото кэнгаку) - 9. «Прочь» (яп. アウェイ Авэй) | - 10. «Неизбежное» (яп. 迫り来る Сэмари куру) - 11. «Сближение» (яп. 接近 Сэккин) - 12. «Тени Земной тверди» (яп. 下界の影 Гэкай но кагэ) - 13. «Расхитители» (яп. 荒らし屋 Арасия) |

| - 14. «Прибытие» (яп. 到達 То:тацу) - 15. «Корни» (яп. 根本 Компон) - 16. «Вот это удар!» (яп. ちゃんとした一撃ィ!! Тянтосита итигэки:!!) - 17. «Цап-царап» (яп. 攻め攻め爪 Сэмэ сэмэ цумэ) - 18. «Крайность» (яп. わや Вая) | - 19. «Кривая оборона» (яп. 歪共闘 Ибицу кё:то:) - 20. «Исход» (яп. 決着 Кэттяку) - 21. «Злоба и благодарность» (яп. 遺恨とねぎらい Икон то нэгирай) - 22. «Прогресс» (яп. 前進 Дзэнсин) |

| - 23. «Сладости» (яп. 好物 Ко:буцу) - 24. «Дзинки Рудо P.S. Он уже похудел» (яп. ルド人器 P.S.ダイエットしました Рудо дзинки P.S. Даиэтто симасита) - 25. «Перед отбытием» (яп. 行く前 Ику маэ) - 26. «Город граффити» (яп. ラクガキの町 Ракугаки но мати) - 27. «Достойный наследник» (яп. 引き継ぐに値するモノ Хикицугу ни атайсуру моно) | - 28. «Рисование и собирательство» (яп. 描きと拾い Эгаки то хирой) - 29. «Пента: пустынная запретная зона» (яп. 砂漠の禁域『ペンタ』 Сабаку но кинъики «Пэнта») - 30. «Врум-врум-бах» (яп. ドルルガスン Доруру гасун) - 31. «Гости» (яп. 来客 Райкяку) |

| - 32. «В гостях у Амо» (яп. アモのもてなし Амо но мотэнаси) - 33. «Иллюзия» (яп. 幻影 Гэнъэй) - 34. «Аромат ностальгии» (яп. なつかしい かほり Нацукасий кахори) - 35. «Счастливые времена» (яп. 幸せ時間 Сиавасэ дзикан) - 36. «Тамзи-маки» (яп. タムジー巻き Тамудзи: маки) | - 37. «Забыл» (яп. ワスレテタ。 Васурэтэта.) - 38. «Может, это проклятие?» (яп. 呪いのようなものかしら Норой но ё: на моно касира) - 39. «Что такое хорошо?» (яп. 正しさとは Тадасиса то ва) - 40. «Растущая пучина» (яп. 昇る深淵 Нобору синъэн) |

| - 41. «Пустые глаза» (яп. 虚の瞳 Кара но хитоми) - 42. «Падающие осколки» (яп. 降り立つ断片 Оритацу дампэн) - 43. «Не зря» (яп. 収穫 Сю:каку) - 44. «По пути домой будьте начеку» (яп. 帰路こそ気を抜くなし Киро косо ки о нуку наси) - 45. «Дезинсекция» (яп. 害虫駆除 Гайтю: кудзё) | - 46. «Буря перед бурей» (яп. 嵐の前の嵐 Араси но маэ но араси) - 47. «Босс» (яп. ドン Дон) - 48. «Столкновение» (яп. ぶつかれ Буцукарэ) - 49. «Погнали» (яп. いざ Идза) |

| - 50. Glubroachie (яп. ゴボゴッキー Гобогокки:) - 51. Hey, For Real. (яп. なぁマジ Наа мадзи) - 52. Exchange (яп. 交換 Го:кан) - 53. Do You Even Have Eyes? (яп. 見る目あんのか Мирумэ ан но ка) - 54. Gifted and Not (яп. 天の凡 Тэн но бон) | - 55. The Difference (яп. 差 Са) - 56. The Reason I Fight (яп. 戦う理由 Татакау рию:) - 57. Memories of an Average Joe (яп. 凡の記憶 Бон но киоку) - 58. Inferiority of an Average Joe (яп. 凡の劣等 Бон но рэтто:) |

| - 59. Determination of an Average Joe (яп. 凡の決意 Бон но кэцуи) - 60. Reality (яп. 現実 Гэндзицу) - 61. Oh ZAP (яп. ヤバビリ Ябабири) - 62. Totes Legit (яп. バリガチ Баригати) - 63. Hidden (яп. 裏 Ура) | - 64. Past (яп. 前職 Дзэнсёку) - 65. As a Byproduct (яп. 副産物の中 Фукусамбуцу но нака) - 66. The Watchman Series (яп. 番人シリーズ Баннин сири:дзу) - 67. Are You Kidding Me? (яп. まぁぁぁあじ Мааааадзи) |

| - 68. Kids Are Tougher Than You Think! (яп. 子供なめんじゃねぇ Кодомо намэн дзя нэ:) - 69. Midair Road Trip (яп. 空中ドライビン Ку:тю: дорайбин) - 70. Ensign (яп. 印 Сируси) - 71. Evolution (яп. 進化 Синка) - 72. And Bullseye (яп. ドンピシャリ Домписяри) | - 73. Race Against Time (яп. TIME ATTACK) - 74. Power Up (яп. 強化 Кё:ка) - 75. Loose Cannon (яп. 無鉄砲 Мутэппо:) - 76. Beast, Break Through (яп. 突破して獣 Топпаситэ кэмоно) |

| - 77. Accumulation of Feelings (яп. 思いの蓄積 Омой но тикусэки) - 78. The Woman Left Behind (яп. 留めた女 Тодомэта онна) - 79. Loss and Big Entrance (яп. 喪失と出番 Со:сицу то дэбан) - 80. The Power of Protection (яп. 守護の力 Сюго но тикара) - 81. No Time For Rest (яп. 矢継ぎ Яцуги) | - 82. Rest (яп. 休 Кю:) - 83. The Man Who Will Be Stronger (яп. 強くなる男 Цуёку нару отоко) - 84. A Man Who Knows (яп. 知る男 Сиру отоко) - 85. Field Trip (яп. 遠足 Энсоку) |

| - 86. Contact (яп. 接触 Сэссёку) - 87. Ancestry (яп. 先祖 Сэндзо) - 88. I Want to Eat Cake (яп. ケーキを食べたいの Кэ:ки о табэтай но) - 89. Finding Information (яп. 情報探し Дзё:хо: сагаси) - 90. Completion and Arms (яп. 完成と標的 Кансэй то хё:тэки) | - 91. Multiple Purchases (яп. 重なる品物 Касанару синамоно) - 92. Tamsy’s Day Off (яп. タム休 Таму кю:) - 93. Kuro the Information Broker (яп. 情報屋“クロ” Дзё:хо:я «Куро») - 94. On Your Mark |

| - 95. Hi There! (яп. こんにちは～ Коннитива:) - 96. Three-Way Battle, Give or Take (яп. 三つ巴+α Мицудомоэ пурасу аруфа) - 97. Two Hands (яп. 2つの手 Футацу но тэ) - 98. Scum’s Struggle (яп. カスの足掻き Касу но агаки) - 99. That’s How You’re Gonna Play It? (яп. そう来たか Со: кита ка) | - 100. Tori: The Forest No Man's Land (яп. ジャングルの禁域『トリ』 Дзянгуру но кинъики «Тори») - 101. King (яп. 主 Омо) - 102. I’m A Cleaner, Too (яп. オレだって Орэ даттэ) - 103. The Box (яп. 箱 Хако) |

| - 104. The Box (яп. 箱 Хако) - 105. Behold What It Holds (яп. 中身初見 Наками хацуми) - 106. Lurkers (яп. 潜む者 Хисомумоно) - 107. Elder (яп. 長老 Тё:ро:) - 108. Stay Out of Our Way, Seriously (яп. 邪魔すんなまじで Дзяма сун на мадзи дэ) | - 109. Amo’s Whereabouts. And… (яп. アモの所在。そしてーー Амо но сёдзай. Соситэ…) - 110. An Act of **** (яп. 〇〇の所業 Рэй рэй но токорогё:) - 111. False Face (яп. 嘘の顔 Усо но као) - 112. Unboxing (яп. 開封 Кайфу:) |

| - 113. A Vague Identity (яп. 曖昧な正体 Аймай на сё:тай) - 114. Flailinʼ (яп. わちゃわちゃ Ватя ватя) - 115. The Cleaners (яп. 掃除屋 Со:дзия) - 116. Rudo Surebrec The Cleaner (яп. 掃除屋ルド・シュアブレック Со:дзия Рудо Сюабурэкку) - 117. The Hero of the Story (яп. 主人公 Сюдзинко) | - 118. Oozing (яп. 滲み Нидзими) - 119. First Job! (яп. 初依頼! Хацу ирай!) - 120. The Sun Sets (яп. 日が沈む Хи га сидзуму) - 121. Darkness Falls (яп. 暗転 Антэн) |

| - 122. Explosion (яп. 爆発 Бакухацу) - 123. True Colors (яп. 本性 Хонсё:) - 124. Me Too (яп. オレも Орэ мо) - 125. The Fate of the Faceless Mob (яп. モブの運命 Мобу но уммэй) - 126. Ask your Soul (яп. 魂に問う Тамаси: ни тоу) | - 127. Explosion Reprise (яп. 爆発・改 Бакухацу кай) - 128. Follo Reprise (яп. フォロ・改 Форо кай) - 129. Joining the Team (яп. 加入 Каню:) - 130. Preparation (яп. 支度 Ситаку) |

#### Главы, ещё не вошедшие в танкобоны
- 131. Requesting Leave (яп. 休暇届 Кю:ка тодокэ)
- 132. The Doll Festival (яп. ドールフェスティバル До:ру фэсутибару)
- 133. Too Lily (яп. トゥー・リリー Ту: Рири:)
- 134. Showtime!! (яп. ショータイム!! Сё:тайму!!)
- 135. Meet and Greet (яп. ご挨拶 Го айсацу)
- 136. Special Delivery (яп. 配達物 Хайтацумоно)
- 137. The Real Doll Festival (яп. 本当の“ドールフェスティバル” Хонто: но «До:ру фэсутибару»)
- 138. Supreme (яп. 崇高 Су:ко:)
- 139. Ruler Mymo (яп. 支配者マイモー Ру:ра: Маймо:)
- 140. Weakness (Part 1) (яп. 弱点 1 Дзякутэн ити)
  - 140.2. Weakness (Part 2) (яп. 弱点 2 Дзякутэн ни)
- 141. Hands (яп. 手 Тэ)
- 142. Experience Points (яп. 経験値 Кэйкэнти)
- 143. Danger (яп. デンジャー Дэндзя:)
- 144. Simple (яп. シンプル Симпуру)
- 145. Skadoosh (яп. デュクシ Дюкуси)
- 146. Have a Ball (яп. タマ Тама)

### Аниме
6 июля 2025 года в программном блоке Agaru Anime на телеканалах сети JNN состоялась премьера аниме-сериала, производством которого занимается студия Bones Film. Режиссёр проекта — Фумихико Суганума, сценарист — Хироси Сэко, главный аниматор и глава дизайна персонажей — Сатоси Исино, а композитор — Таку Ивасаки. Первый сезон будет состоять из двадцати четырёх серий, которые будут выходить еженедельно почти без перерывов. 4 июля в кинотеатре Shinjuku Piccadilly в Токио состоялся предпоказ первых двух серий. Кроме того, в тот же день они вышли в кинопрокат под общим названием «Гачиакута захватывает мир» более чем в 15 странах, в том числе и в России. Заглавной темой сериала стала песня «HUGs» группы Paledusk, а закрывающей — «Tomoshibi» (яп. 灯火 Томосиби) группы DUSTCELL.
За пределами Азии аниме лицензировал стриминговый сервис Crunchyroll, в Юго-Восточной Азии — компания Medialink, а в России и Беларуси — DEEP. На русском языке аниме выходит под названием «Гачиакута» в онлайн-кинотеатрах «Кинопоиск» и «Иви» одновременно с Японией.

#### Список серий
| 1 | Небесная твердь «Тэнкай» (天界)                              | Икуро Сато      | Фумихико Суганума | Коити Хорикава Синъя Ямада                                      | 6 июля 2025 года     |
| Подросток по имени Рудо, живущий в трущобах города, регулярно выбирается на вылазки и крадёт мусор, который выбрасывают богачи и который можно починить и продать. Жители трущоб, которых горожане называют племенными, — потомки преступников. Отец Рудо был серийным убийцей, за что попал в Бездну — гигантскую свалку под городом, куда сбрасывают мусор и преступников. По непонятным причинам у Рудо чёрные руки и он постоянно испытывает боль, но боль утихает, когда он носит перчатки, которые ему подарил его приёмный отец Регто. Рудо дарит своей подруге Тиве плюшевую игрушку, которую нашёл в мусоре и сам зашил, и спешит домой, чтобы рассказать об этом Регто. По возвращении он видит, как человек в маске вонзает Регто в грудь меч; разобравшись с Рудо, он забирает некую книгу и уходит. Перед смертью Регто просит Рудо «изменить этот дерьмовый мир», а после парня арестовывают и обвиняют в убийстве, которого тот не совершал. Перед изгнанием в Бездну, когда от Рудо отворачивается Тива, он видит в толпе убийцу Регто, и падая, клянётся отомстить ему и всем, кто его предал. Рудо приходит в себя на куче мусора, после чего на него нападает гигантская мусорная тварь. |                                                              |                 |                   |                                                                 |                      |
| 2 | Вещь с душой «Ядоримоно» (宿り物)                            | Сатоси Накагава | Фумихико Суганума | Кэнъити Онуки Сатоми Кани                                       | 13 июля 2025 года    |
| Рудо отбивается от мусорных тварей, но задыхается от токсичного воздуха. Его спасает загадочный мужчина, уничтожающий тварей с помощью зонта. Он даёт Рудо маску и представляется именем Эндзин. Он работает в организации «Уборщики», занимающейся борьбой с мусорными тварями. Эндзин объясняет Рудо, что они находятся не под землёй, а на земле, или «Земной тверди», а то место, откуда парень упал, здесь называют «Небесной твердью». Он игнорирует слова Рудо о возвращении на Небеса и дотаскивает его до автостоянки. Там парня берут в плен местные жители, которые собираются убить его или продать. Небожителей, к которым относится Рудо, они ненавидят за то, что те постоянно сбрасывают мусор, который создаёт невыносимые условия для жизни и порождает чудовищ. Когда один из людей пытается насильно покормить Рудо мусором, тот откусывает ему пальцы, вырывается и избивает всех, но Эндзин останавливает его прежде, чем тот успевает убить последнего. Эндзин признаётся, что хотел таким образом проверить, есть ли у Рудо способности, и предлагает ему стать уборщиком в обмен на знания о Земной тверди. Рудо отказывается.                                                     |                                                              |                 |                   |                                                                 |                      |
| 3 | Земная твердь «Гэкай» (下界)                                 | Нао Миёси       | Чон Хо            | Кэндзи Мидзухата                                                | 27 июля 2025 года    |
| Эндзин рассказывает Рудо о Земной тверди. Здесь накапливающиеся чувства и мысли порождают различные феномены, одним из которых являются обитающие на свалках мусорные твари. Их можно убить только с помощью так называемых дзинки — сосудов, то есть дорогих людям вещей, у которых вследствие бережного обращения появляется душа. Дзинки могут орудовать лишь особенные люди, которых называют дарителями. Эндзин даёт Рудо деньги на первое время, но их утаскивает кошка. Пытаясь её поймать, Рудо хватает посох уборщика по имени Дзанка Нидзику, который недоволен тем, что парень взял его дзинки без спроса. Попытки Рудо подружиться ни к чему не приводят, и всё заканчивается перепалкой, в ходе которой Рудо сражается с Дзанкой, используя превращённый в оружие вантуз. После их забирает Эндзин, и они все вместе едут в штаб-квартиру уборщиков. |                                                              |                 |                   |                                                                 |                      |
| 4 | Главный штаб Уборщиков «Со:дзия хомбу» (掃除屋本部)          | Масаюки Оцуки   | Ацуси Такахаси    | Томоё Накаяма Икко Инагума Кэндзи Натидзаки                     | 3 августа 2025 года  |
| По прибытии в штаб Рудо и Эндзин собираются встретиться с боссом уборщиков, но узнают, что тот уехал в командировку. Чтобы не сидеть без дела в ожидании босса, уборщица Риё Риппер предлагает Рудо отправиться с ней на задание по устранению мусорных тварей, замеченных возле одной из безопасных зон. Как объясняет секретарша Сэмю, Земная твердь разделена на безопасные зоны, где живут люди, зоны загрязнения, где скапливается мусор, и особо опасные запретные, в одной из которых как раз оказался Рудо, когда упал с Небес. Рудо прибывает на место назначения вместе с Риё и помощниками Грисом, Фолло и Тум, которые не являются дарителями, но помогают уборщикам. Когда к уборщикам начинают подходить мусорные твари, Риё удивляет Рудо своим спокойствием и объясняет парню, что жителю Земной тверди для выживания важно иметь позитивный настрой. С помощью своего дзинки Риппер она уничтожает мелких мусорных тварей, однако большую сразу убить не удаётся. Заметив на голове у мусорной твари подозрительное сияние, девушка бьёт по ней, уничтожая существо. Оказывается, что этим сияющим предметом и по совместительству ядром твари был дзинки, а не мыслеформа.                |                                                              |                 |                   |                                                                 |                      |
| 5 | Расхитители «Арасия» (荒らし屋)                              | Юкихико Осаки   | Чон Хо            | Сигэру Фудзита Юта Охара Юка Китамура Сёити Имото Наюми Окасива | 10 августа 2025 года |
| Уборщики устраивают приветственную вечеринку в честь Рудо, однако он сам переживает из-за того, что не смог нормально использовать свой дзинки в бою. После того как Грис благодарит Рудо за спасение Фолло, тот всё же празднует вместе с остальными. Вскоре уборщики получают новое задание: на торговку в зоне загрязнения напала мусорная тварь и украла её «груз» — другого небожителя. По прибытии в назначенное место они встречают вызвавшую их торговку, которая ведёт их в логово твари, в то время как Дзанке кажется, что тут что-то не так. Когда уборщики заходят в здание, пол под ними проваливается и они оказываются под землёй, где встречают расхитителей — бандитов-дарителей, которые намереваются забрать Рудо. Грис и Фолло уходят вместе с парнем, а Дзанка остаётся сражаться с расхитителями. Когда он их побеждает, у него за спиной появляется мужчина с фиолетовыми глазами. |                                                              |                 |                   |                                                                 |                      |
| 6 | Зачётный удар! «Тянтосита итигэки:!!» (ちゃんとした一撃ィ!!) | Икуро Сато      | Чон Хо            | Мио Араки Аюми Абэ Сихо Сакурамото Хироки Канно Ёсиюки Ито      | 17 августа 2025 года |
| Расхититель настигает Рудо, Гриса и Фолло у выхода. Помощники пытаются защитить Рудо, но мужчина смертельно ранит Гриса своим дзинки, длинными когтями на руках. Видя это, Рудо вспоминает, как в детстве он расплакался над выброшенной вещью, которая была совсем немного сломана. Тогда Регто понял, что мальчик способен видеть истинную сущность вещей. Рудо подбирает упавший на землю амулет Гриса и превращает его в большой летающий тотем. Поражённый способностями Рудо, мужчина представляется именем Джеббер и вступает с ним в схватку, но парень уклоняется от всех его ударов. Джеббер приходит к выводу, что амулет реагирует только на враждебность со стороны живых существ, и использует свой дзинки Мэн Килла, чтобы ввести себе в организм нейротоксин, из-за которого теряет сознание, а после его тело начинает двигаться само по себе. |                                                              |                 |                   |                                                                 |                      |

## Восприятие
Колумнист сайта Real Sound похвалил работу Ураны за проработку вселенной, боевые сцены, элементы тёмного фэнтези в сюжете и протагониста. Масаки Эндо из Tsutaya News понравились рисовка и главный герой манги. «„Гатиакута“ понравится тем, кто любит, когда классический сёнэн помещают в мрачный антураж, но при этом не злоупотребляют чёрным юмором и оставляют героям моральный компас», — пишет автор «2x2.медиа». Кроме того, Gachiakuta порекомендовал к прочтению Ацуси Окубо, чьим ассистентом работала Кэй Урана.
В 2022 году во время вручения премии Next Manga Award манга заняла тринадцатое место в категории «Печатная манга». Кроме того, она стала самой популярной серией среди голосовавших англоговорящих читателей, несмотря на то, что на тот момент времени ещё не вышла на английском языке. В 2023 году по итогам опроса «Комиксы, рекомендованные сотрудниками национальных книжных магазинов» манга заняла четырнадцатое место. В 2023 и 2024 годах Gachiakuta номинировалась на премию манги издательства «Коданся» в категории «Сёнэн».

## Комментарии
1. ↑  В переводе Crunchyroll — Напарсох, в переводе DEEP — Айбо.
2. ↑  В переводах Crunchyroll и DEEP — Потрошитель.
3. ↑  Русскоязычные названия серий взяты со страницы аниме-сериала на «Кинопоиске».
4. ↑  20 июля третья серия не вышла в эфир из-за выборов в Палату советников Японии[49].